# Falsoterinaeopsis rondoni
Falsoterinaeopsis rondoni là một loài bọ cánh cứng trong họ Cerambycidae.